# كيرا (مغنية بلجيكية)
كيرا هي مغنية بلجيكية، ولدت في 3 مايو 1977 في Affligem ‏ في بلجيكا.